# Mariestadsvägen

Mariestadsvägen är en gata i nordöstra Björkhagen i Stockholm. Gatan är belägen ovanför Finn Malmgrens väg och sträcker sig likt formen av en halvmåne från Finn Malmgrens väg i väst till Finn Malmgrens väg i öst i närheten av den östra korsningen av Finn Malmgrens väg/Läckövägen. Gatan fick sitt nuvarande namn 1940 efter staden Mariestad i Västergötland. 
| Mariestadsvägen österut respektive västerut, januari 2018. |  | Mariestadsvägen österut respektive västerut, januari 2018. |
| Mariestadsvägen österut respektive västerut, januari 2018. |  |                                                            |